# Рангироа
Рангироа е най-големият атол от архипелага Туамоту и втори по големина в света след Куаджалин в Микронезия.
Общата му площ е 170 кв. км. Най-голямото селище на острова е Аватору, а общото население е 2334 души към 2002 година. На туамотуски език Рангироа означава „огромно небе“.